# Marie-Anne-Catherine Quinault

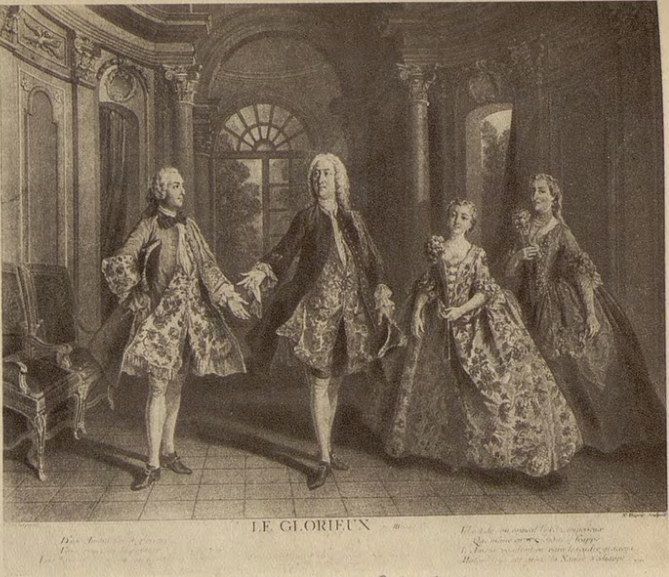
Familie Quinault in Philippe Néricault Destouchess Le Glorieux

Marie-Anne-Catherine Quinault, bekannt als Mademoiselle Quinault laînée (* 26. August 1695 in Straßburg; † 1791 in Paris), war eine französische Schauspielerin.

## Leben
Quinault war die erstgeborene Tochter von Jean Quinault und Marie Saintelette, weshalb sie den Beinamen l’aînée trug. Sie debütierte 1709 an der Pariser Oper in Bellérophon von Jean-Baptiste Lully und wechselte 1714 zur Comédie-Française. Schon einen Monat später wurde sie ins Hauptensemble übernommen und zur Sociétaire de la Comédie-Française. Dort spielte sie, berühmt für ihre Schönheit, bis ins Jahr 1722, in dem sie den Bühnenabschied nahm. Zuerst Maitresse vom duc d’Orléans, wandte sie sich nach dessen Tod dem Duc de Nevers  zu und es kam zu einer heimlichen Heirat. Sie bekam darüber hinaus die übliche Pension der Comèdie von 1000 Livre, 69 Jahre lang, bis an ihr Lebensende. Quinault starb 96-jährig im Pavillon de l’Infante genannten Teil des Palais du Louvre.
Außer zweier Rollen, der Vénus in Louis Fuzeliers Komödie Momus fabuliste und der Angélique in Charles Dufresnys La Réconciliation normande, ist über ihre Bühnenkarriere nichts Genaues bekannt. Jedoch erhielt sie als erste Frau den Ordre de Saint-Michel, da sie für die Königliche Kapelle mehrere Motetten komponiert hatte.
Posthum erschien eine Biographie und ihr Briefwechsel mit Alexis Piron wurde ebenfalls verlegt.